# Moacyr de Góes
Moacyr de Góes (Natal, agosto de 1930 – 27 de março de 2009) foi um escritor, educador e bacharel em Direito brasileiro. Tornou-se notório por seu trabalho como Secretário de Educação, em Natal, durante o governo de Djalma Maranhão, em 1964.

## Biografia
Como escritor e educador, participou do movimento de alfabetização popular, com a campanha "De Pé no Chão Também se Aprende a Ler". Apesar de ter beneficiado mais de 40 mil alunos com esse projeto, foi afastado do cargo e de suas funções públicas pelo golpe militar de 1964. Logo nos primeiros meses de Ditadura foi preso e punido como subversivo.
Após a Anistia, 1979, foi aposentado como professor da Universidade Federal do Rio Grande do Norte - UFRN, sendo em seguida, transferido e integrado a Universidade Federal do Rio de Janeiro - UFRJ, durante a gestão de Adolfo Polilo.

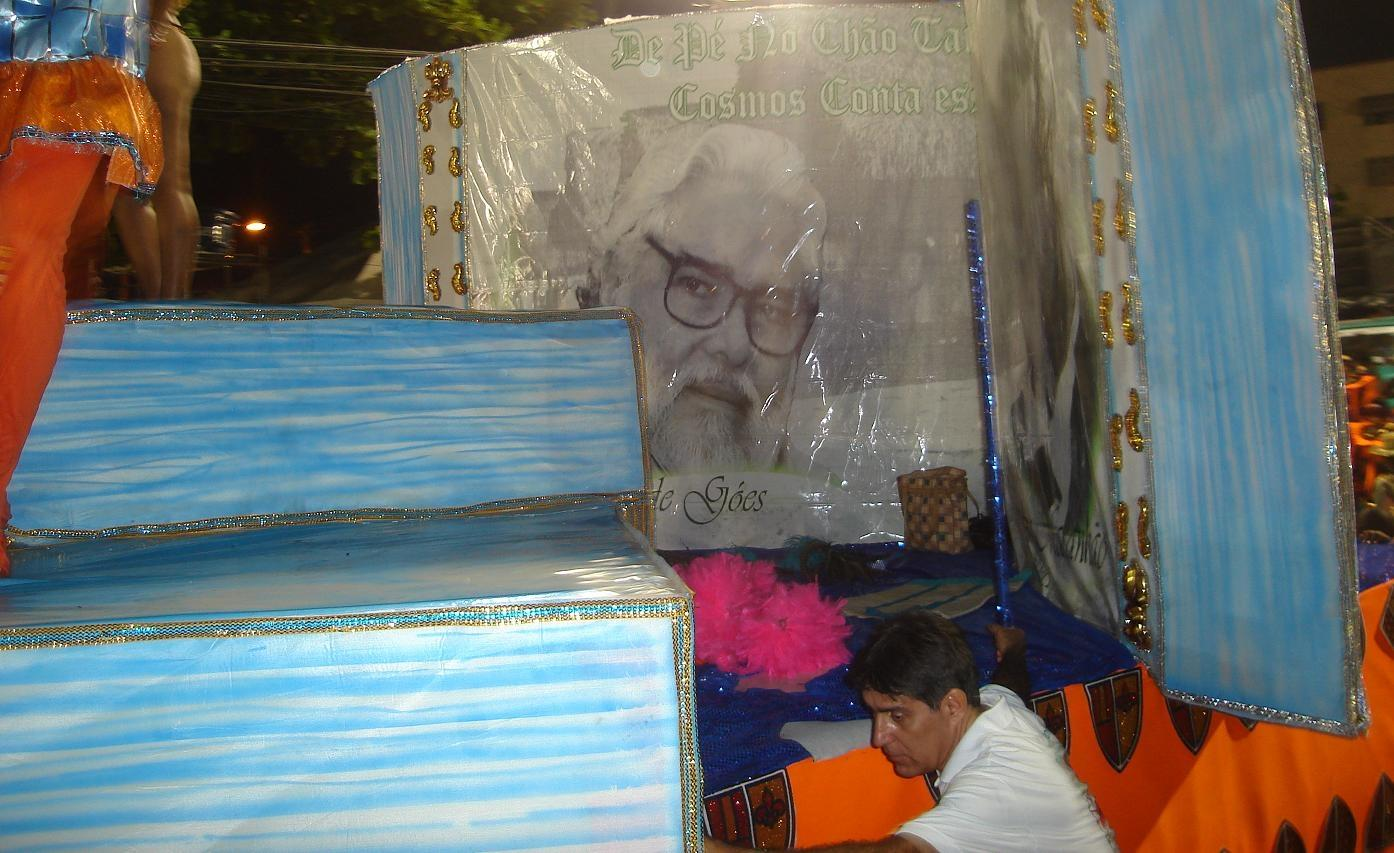
Alegoria em homenagem a Moacyr de Goés, no carnaval de 2010.

Morreu no ano de 2009, aos 78 anos de idade, em decorrência de um câncer, ao qual já lutava há 3 anos.
Em 2010, foi um dos homenageados no enredo "De pé no chão também se aprende a ler, Cosmos conta essa história popular", da escola de samba carioca Unidos de Cosmos